# Unis (faraone)
(Testi delle piramidi, n°264)
Unis (anche Unas e Uenis; ellenizzato in Oenas e Onnos) (... – 2350 a.C.) è stato un faraone appartenente alla V dinastia egizia.
Il suo regno durò tra i 15 e i 30 anni, nella prima metà del XXIV secolo a.C. succedendo a re Djedkara Isesi, che forse fu suo padre. Le imprese del suo regno, che fu un periodo di crisi economica, sono poco conosciute. Inoltre la sua epoca fu segnata da una progressiva dispersione del potere fra i governatori locali la quale, unita alla progressiva perdita d'influenza del faraone, contribuirà al collasso dell'Antico Regno, due secoli dopo di Unis. Il culto funerario di Unis sopravvisse alla fine traumatica dell'Antico Regno e al caos del Primo periodo intermedio; era ancora praticato durante il Medio Regno (ca. 2050 a.C. - 1650 a.C.), anche se ciò non impedì ad Amenemhat I e a Sesostri I di spogliare parzialmente il suo complesso funerario per riciclarne i materiali. In parallelo con il culto ufficiale, Unis ricevette una certa venerazione popolare, limitata a Saqqara, fino alla fine del Periodo tardo (664 a.C. - 332 a.C.), circa 2000 anni dopo la sua morte.
Come ha osservato l'egittologo britannico Toby Wilkinson, considerando l'oscurità delle informazioni sul suo regno e i significati ambigui e talvolta impenetrabili delle iscrizioni nella sua piramide:
(Toby Wilkinson)

## Biografia

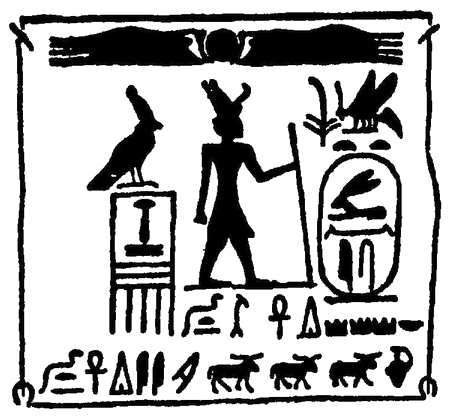
Petroglifo di Unis, dei suoi nomi e dei suoi titoli sull'Isola Elefantina. Disegno di Flinders Petrie.

### Famiglia
Unis divenne faraone alla morte di Djedkara Isesi, che forse fu suo padre, benché manchino completamente prove in tal senso. La successione avvenne senza contrasti. Ebbe almeno due mogli: le regine Nebet e Khenut, poi sepolte in una imponente doppia mastaba nei pressi della piramide di Unis. Nebet fu madre del Figlio del Re, Ciambellano Reale, Sacerdote di Maat e Ispettore per l'Alto Egitto, il principe Unis-ankh, il quale probabilmente morì intorno all'anno 10 di regno del padre. La paternità di Unis per il principe Unis-Ankh è suggerita dal nome, dal titolo e della presenza della sua tomba nelle vicinanze dei sepolcri di Unis e Nebet; comunque, la questione è dibattuta. Sono stati proposti altri due figli per Unis, chiamati Nebkauhor e Shepsespuptah, ma il legame con questi ultimi è ancora più dubbio e discusso. Verosimilmente, Unis morì senza eredi maschi. Ebbe però almeno cinque figlie: Hemetra Hemi, Khentkaues, Neferut, Nefertkaues Iku, Sesheshet Idut. Non è certa la sua paternità della futura regina Iput I, sposa di re Teti della VI dinastia.
Sulla durata del suo regno le fonti sono abbastanza concordi nell'indicare 30-33 anni. Un monumento rinvenuto nell'isola di Elefantina potrebbe implicare un viaggio colà per ricevere l'omaggio dei capi nubiani. La rappresentazione di una giraffa su un rilievo e la presenza a Biblo di frammenti di vasi recanti il nome Unis confermano che anche durante il regno di questo sovrano l'Egitto mantiene rapporti commerciali sia con le zone più interne dell'Africa che con i paesi dell'area mediterranea.
Il complesso funerario di Unis, che si trova nella necropoli di Saqqara presenta, per la prima volta, le lunghe colonne di iscrizioni in geroglifico, con i simboli riempiti di colore azzurro, che sono note come Testi delle piramidi e che diventeranno comuni durante la VI dinastia.

### Morte di Unis: il dibattito sulla fine della V dinastia

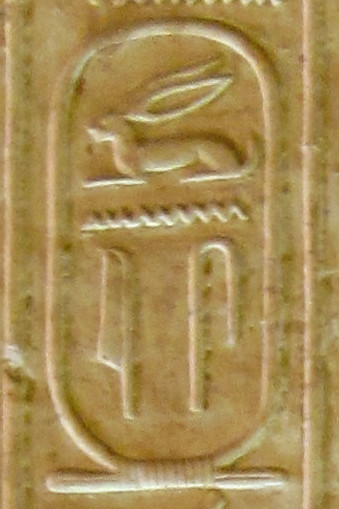
Cartiglio di Unis nella Lista di Abido. Tempio di Seti I ad Abido.

Nella sua storia dell'antico Egitto (Aegyptiaka), il sacerdote tolemaico Manetone fece coincidere la fine della V dinastia con la morte di Unis, probabilmente perché Unis morì senza un erede maschio: il principe Unis-Ankh era premorto al padre. Ciò potrebbe aver causato una crisi di successione, sottolineata dal nome personale scelto dal faraone Teti una volta succeduto a Unis: Seheteptawy, che significa Colui Che riconcilia le Due Terre. La pretesa di Teti sul trono potrebbe essere derivata dal suo matrimonio con Iput I, possibile figlia di Unis. Questa evenienza è molto dibattuta, dal momento che l'interpretazione di quei titoli che la renderebbero figlia di Unis è incerta. Comunque, la possibilità che Teti abbia potuto legittimare la sua pretesa al trono sposando un membro della famiglia reale è rifiutata da molti egittologi, fra cui Munro, Dobrev, Baud, Mertz, Pirenne e Robin, i quali non ritengono che il trono dei faraoni fosse trasmissibile per linea femminile.
A supporto della affermazione di Manetone, la Lista regale di Torino pone una netta cesura tra Unis e il successore Teti. Benché il Papiro di Torino non suddivida i faraoni per dinastie, che furono un'invenzione di Manetone, l'egittologo ceco Jaromír Málek ha osservato:
(Jaromir Malek)
Malek ha così concluso che la capitale dell'Egitto, nota allora con il nome di Inbu-Hedy (Bianche Mura), fu sicuramente soppiantata all'epoca da un insediamento più a sud rispetto al palazzo di Unis, situato nella parte meridionale di Saqqara. Nel II millennio a.C., questi insediamenti diedero infine vita alla grande città di Menfi. A dispetto delle motivazioni che spinsero Manetone a far terminare la V dinastia con Unis, probabilmente gli abitanti dell'Egitto non percepirono un cambiamento particolare nel passaggio da una dinastia all'altra. L'amministrazione dello Stato non accusò segni di disturbo; le carriere dei vari funzionari continuarono normalmente dal regno di Unis a quello di Teti. Siccome è probabile che gli antichi egizi non avessero il concetto di dinastia, la distinzione tra la V e la VI dinastia sarebbe illusoria.

## Cambiamenti nella religione e nella regalità
I regni di Djedkara Isesi e Unis coincisero con un periodo di profondi mutamenti della antica religione egizia e della ideologia regale. Un'analisi statistica condotta sui sigilli d'argilla recanti il nome d'Horus dei faraoni della V dinastia ha suggerito un declino del culto del faraone durante il regno di Unis, che continuò durante il regno del successore Teti, di cui esistono solamente due sigilli. Questa progressiva carenza di sigilli reali riflette, verosimilmente, un calo dell'influenza del sovrano e della sua presenza nell'amministrazione, a favore del clero e dei governatori locali.
Nel frattempo, il culto di Osiride cominciava ad assumere una notevole importanza, fino a sostituire il faraone nel ruolo di garante della vita dei sudditi dopo la loro morte (funzione attribuita, fino a quel momento, al re). Come ha osservato l'egittologo tedesco Hartwig Altenmüller:
(Hartwig Altenmüller)
Viceversa, il culto di Ra - intimamente connesso al culto del faraone, che era considerato Figlio di Ra (Sa-Ra) - subì un apparente declino, pur rimanendo il dio supremo del pantheon egizio. Djedkara Isesi e Unis non edificarono alcun tempio per il culto solare, interrompendo una tradizione che aveva impegnato tutti gli altri sovrani della V dinastia, particolarmente devoti a Ra. Inoltre, il nome di Unis e già quello del nonno Menkauhor non contengono alcun riferimento a Ra,  altro fatto assai insolito rispetto alla tradizione stabilita un secolo prima da Userkaf, il quale chiamò il proprio figlio Sahura.

## Piramide

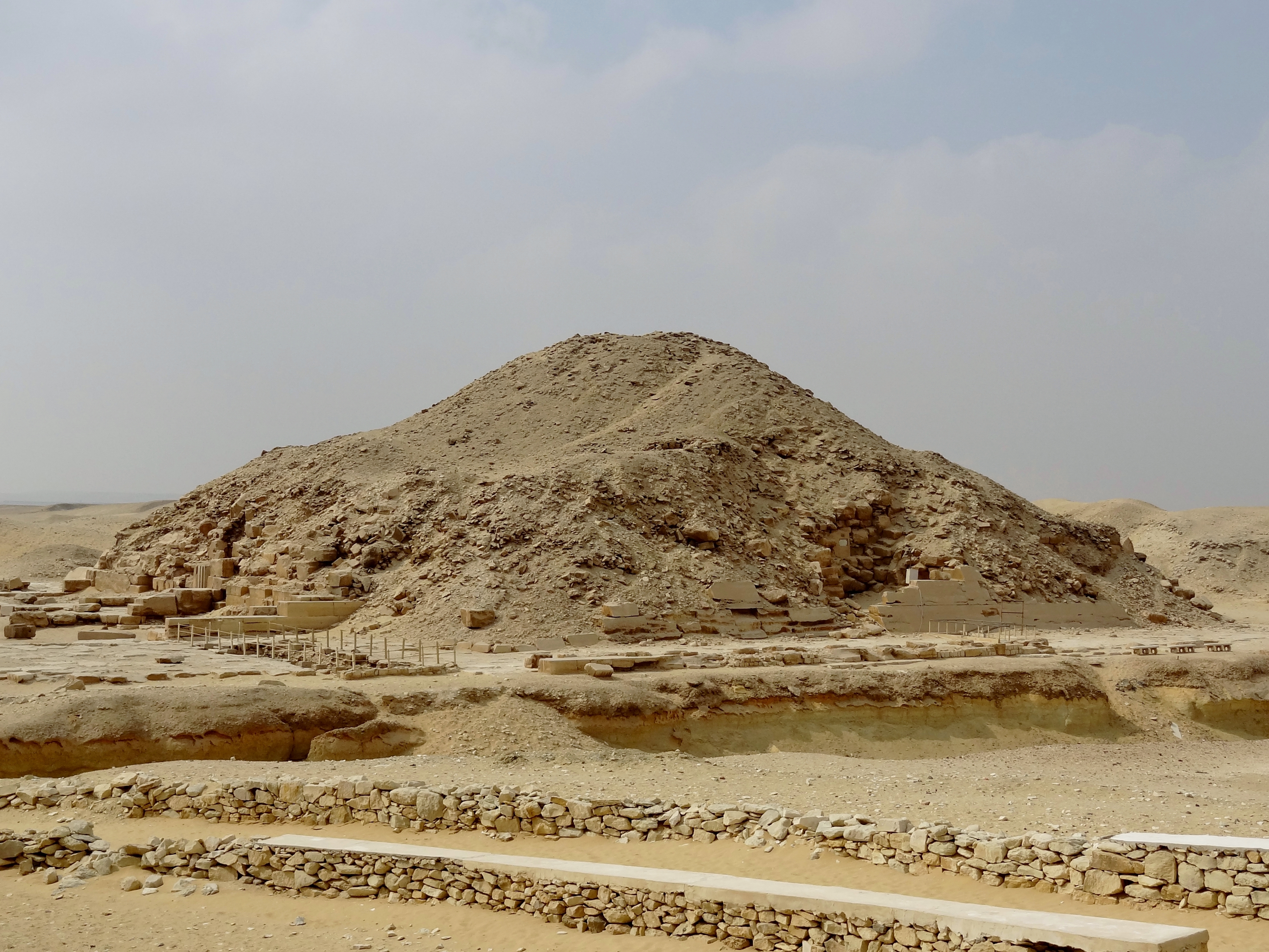
Rovine della piramide di Unis a Saqqara.

Unis si fece edificare una piramide a nord di Saqqara fra la piramide di Sekhemkhet e il lato sud-occidentale del complesso piramidale di Djoser (ca. 2670 a.C.), in simmetria con la più recente piramide di Userkaf.

## Liste reali
| E34 · n | i | s |

| E34 · n | i | s |

| E34 · n | i | s |

| E34 · n | i | s |

| E34 · n | i | s |

| E34 · n | i | s |

| E34 · n | i | s |

| E34 · n | i | s |

| E34 · n | i | s |

| E34 · n | i | s |

| E34 · n | i | s |

| E34 · n | i | s |

| E34 · n | i | s |

| E34 · n | i | s |

| E34 · n | i | s |

| E34 · n | i | s |

| E34 · n | i | s |

| E34 · n | i | s |

| E34 · n | i | s |

| E34 · n | i | s |

| E34 · n | i | s |

| E34 · n | i | s |

| E34 · n | i | s |

| E34 · n | i | s |

## Titolatura
| G5 |

| G5 |

| wAD | tA · tA |

| wAD | tA · tA |

| wAD | tA · tA |

| wAD | tA · tA |

| wAD | tA · tA |

| wAD | tA · tA |

| wAD | tA · tA |

| wAD | tA · tA |

| G16 |

| G16 |

| wAD | m |

| wAD | m |

| G8 |

| G8 |

| wAD · G5 · nbw |

| wAD · G5 · nbw |

| M23 · X1 | L2 · X1 |

| M23 · X1 | L2 · X1 |

| E34 · n | i | s |

| E34 · n | i | s |

| E34 · n | i | s |

| E34 · n | i | s |

| E34 · n | i | s |

| E34 · n | i | s |

| E34 · n | i | s |

| E34 · n | i | s |

| G39 | N5 |

| G39 | N5 |

| wn | n | i | s |

| wn | n | i | s |

| wn | n | i | s |

| wn | n | i | s |

| wn | n | i | s |

| wn | n | i | s |

| wn | n | i | s |

| wn | n | i | s |

## Altre datazioni
| Autore        | Anni di regno         |
| ------------- | --------------------- |
| von Beckerath | 2342 a.C. - 2322 a.C. |
| Malek         | 2341 a.C. - 2311 a.C. |

## Curiosità
- Il gruppo brutal death metal statunitense Nile ha composto una canzone dedicata ad Unis, Unas Slayer Of The Gods (lunga quasi 12 minuti e presente nell'album In Their Darkened Shrines), dove viene raccontato del presunto cannibalismo del faraone egizio. Tra lunghe parti strumentali e voci gutturali molto profonde, i Nile creano un'opprimente atmosfera catacombale, grazie anche all'utilizzo di strumenti antichi tipici degli Antichi Egizi.